# Patrick Schmidt (calciatore 1993)
Patrick Schmidt (Homburg, 10 settembre 1993) è un calciatore tedesco, attaccante del Saarbrücken.

## Carriera

### Club
Prodotto delle giovanili dello Stoccarda, ha trascorso la maggior parte della sua carriera tra la seconda e la quarta divisione tedesca. In 2. Bundesliga ha vestito le maglie di Heidenheim, Dinamo Dresda, Sandhausen ed Ingolstadt 04.

### Nazionale
Ha giocato nelle nazionali giovanili tedesche Under-18 ed Under-19.

## Statistiche

### Presenze e reti nei club
Statistiche aggiornate al 26 marzo 2022.
| Stagione             | Squadra              | Campionato           | Campionato | Campionato | Coppe nazionali | Coppe nazionali | Coppe nazionali | Coppe continentali | Coppe continentali | Coppe continentali | Altre coppe | Altre coppe | Altre coppe | Totale | Totale |
| Stagione             | Squadra              | Comp                 | Pres       | Reti       | Comp            | Pres            | Reti            | Comp               | Pres               | Reti               | Comp        | Pres        | Reti        | Pres   | Reti   |
| -------------------- | -------------------- | -------------------- | ---------- | ---------- | --------------- | --------------- | --------------- | ------------------ | ------------------ | ------------------ | ----------- | ----------- | ----------- | ------ | ------ |
| 2012-2013            | Schalke 04 II        | RL                   | 6          | 0          |                 | -               | -               |                    | -                  | -                  |             | -           | -           | 6      | 0      |
| 2013-gen. 2014       | Schalke 04 II        | RL                   | 11         | 2          |                 | -               | -               |                    | -                  | -                  |             | -           | -           | 11     | 2      |
| Totale Schalke 04 II | Totale Schalke 04 II | Totale Schalke 04 II | 17         | 2          |                 | -               | -               |                    | -                  | -                  |             | -           | -           | 17     | 2      |
| gen.-giu. 2014       | Saarbrücken          | 3L                   | 9          | 1          | CG              | -               | -               |                    | -                  | -                  |             | -           | -           | 9      | 1      |
| lug.-ago. 2014       | Saarbrücken          | RL                   | 2          | 0          |                 | -               | -               |                    | -                  | -                  |             | -           | -           | 2      | 0      |
| Totale Saarbrücken   | Totale Saarbrücken   | Totale Saarbrücken   | 11         | 1          |                 | -               | -               |                    | -                  | -                  |             | -           | -           | 11     | 1      |
| ago. 2014-2015       | Homburg              | RL                   | 21         | 12         | CG              | -               | -               |                    | -                  | -                  |             | -           | -           | 21     | 12     |
| 2015-2016            | Homburg              | RL                   | 16         | 11         |                 | -               | -               |                    | -                  | -                  |             | -           | -           | 16     | 11     |
| Totale Homburg       | Totale Homburg       | Totale Homburg       | 37         | 23         |                 | -               | -               |                    | -                  | -                  |             | -           | -           | 37     | 23     |
| 2016-2017            | Saarbrücken          | RL                   | 35         | 22         |                 | -               | -               |                    | -                  | -                  |             | -           | -           | 35     | 22     |
| 2017-2018            | Saarbrücken          | RL                   | 32         | 20         | CG              | 1               | 0               |                    | -                  | -                  |             | -           | -           | 33     | 20     |
| Totale Saarbrücken   | Totale Saarbrücken   | Totale Saarbrücken   | 67         | 42         |                 | 1               | 0               |                    | -                  | -                  |             | -           | -           | 68     | 42     |
| 2018-2019            | Heidenheim           | 2L                   | 20         | 1          | CG              | 1               | 0               |                    | -                  | -                  |             | -           | -           | 21     | 1      |
| 2019-gen. 2020       | Heidenheim           | 2L                   | 4          | 0          | CG              | 0               | 0               |                    | -                  | -                  |             | -           | -           | 4      | 0      |
| gen.-giu. 2020       | Dinamo Dresda        | 2L                   | 15         | 6          | CG              | -               | -               |                    | -                  | -                  |             | -           | -           | 15     | 6      |
| 2020-gen. 2021       | Heidenheim           | 2L                   | 8          | 1          | CG              | 1               | 0               |                    | -                  | -                  |             | -           | -           | 9      | 1      |
| gen.-giu. 2021       | Sandhausen           | 2L                   | 6          | 1          | CG              | -               | -               |                    | -                  | -                  |             | -           | -           | 6      | 1      |
| lug.-ago. 2021       | Heidenheim           | 2L                   | 4          | 1          | CG              | 1               | 0               |                    | -                  | -                  |             | -           | -           | 5      | 1      |
| Totale Heidenheim    | Totale Heidenheim    | Totale Heidenheim    | 36         | 3          |                 | 3               | 0               |                    | -                  | -                  |             | -           | -           | 39     | 3      |
| ago. 2021-2022       | Ingolstadt 04        | 2L                   | 14         | 1          | CG              | 0               | 0               |                    | -                  | -                  |             | -           | -           | 14     | 1      |
| Totale carriera      | Totale carriera      | Totale carriera      | 203        | 79         |                 | 4               | 0               |                    | -                  | -                  |             | -           | -           | 207    | 79     |